# 全国城郭研究者セミナー
全国城郭研究者セミナー（ぜんこくじょうかくけんきゅうしゃセミナー）は、城郭を研究する人たちが年1回集まって行う研究発表・討論会である。

## 概要
全国城郭研究者セミナーは、全国の研究者が集まり全国的な視野で城郭を検討することを目的としている。1984年から毎年基本的に8月の第1土・日曜日に開催し、2019年には第36回が開催された（参加者247名）。2021年には第37回が初めてオンラインで開催された（参加者253名）。
開催する2日間のうち、前半は「一般報告」として各種の報告を行い、後半は「シンポジウム」として各回ごとに設けたテーマに関する報告をする。最後（2日目の午後）にパネルディスカッションをすることが多い。さらに、3日目にオプションとして開催地付近の城郭の見学会をすることもある。1日目の夜には、懇親会が催される。
主催と運営は、各回の実行委員会および中世城郭研究会が行っている。会場付近の都市の教育委員会や城郭研究会が共催者になることもある。

## 設立
中世城郭研究会代表の八巻孝夫は、全国で初めて城郭研究者たちが発表し合う場となるセミナーを、1981年（昭和56年）ごろに企画している。全国城郭研究者セミナーの第1回は、1984年に開催され、8月4日の定刻10時の開会時に八巻孝夫がセミナー開催の趣旨説明を行った。

## 理念
八巻は、全国城郭研究者セミナーの開催にあたって、理念を定めている。それは、2003年の第20回において壇上で発表された。理念の概要は、次のとおりである。
- 城郭研究の最新の成果が得られる場にしよう。
- 発表者には、考古学、文献史学、縄張研究者を選んでいこう。
- 地方開催でもテーマは全国的なものにしよう。
- 発表者は全国からバランスよく選ぼう。
- 大会につきものの記念講演はやめよう。
- 少数精鋭でいこう。
- 特に地方の研究者に光を当てよう。
- 手造りの会にし、中世城郭研究会はボランティアに徹しよう。
- 報告者には申し訳ないが交通費、宿泊代は自弁をお願いする。
- なるべく一箇所に泊まり、夜を徹して話そう。
- なるべく批判しあって、一歩前進をめざそう。
- 日程は極力8月の第1土、日に固定しよう。

以上の12点は、守り続けたこともあまり守れなかったこともある。しかし、この理念の大幅な変更はなく開催し続けている。

## 名称
会の名称「全国城郭研究者セミナー」は、次のとおりに決めた。「全国」は列島のすべての城郭研究者とすべての城郭を対象とすることを意味している。「城郭」に時代を特定する中世などをつけなかったのは、全時代を対象としたいという願いだった。「研究者」としたのは、特に「者」に力点があった。これは、個々の研究「者」を大事にしていきたいという思いだった。名称一つにも、さまざまな思いを込めている。

## 報告集
全国城郭研究者セミナーでの報告の内容は、当日に受け取れるレジュメ（予稿集）だけでなく、翌年の『中世城郭研究』に要旨が掲載される。各報告の詳細は、レジュメにある。
レジュメ
『全国城郭研究者セミナー レジュメ』は1984年（昭和59年）の第1回に創られ、この年から毎年発行されている。各テーマごとの最新の研究状況が知りやすくなっている。
『中世城郭研究』
第6回以降のセミナーの報告が、翌年の『中世城郭研究』に掲載されている。
- 第6回（1989年）・第7回（1990年）・第9回（1992年）の全国城郭研究者セミナーについては、それぞれ『中世城郭研究』の第4号（1990年）・第5号（1991年）・第7号（1993年）に、各4ページの概要が報告されている。
- 第10回（1993年）の全国城郭研究者セミナーについては、翌年発行の『中世城郭研究』第8号（1994年）に、各発表の報告要旨とシンポジウム概要が掲載されている。これ以降、毎回同様の記録・報告が現在まで継続されている。

## 歴史
全国城郭研究者セミナーは、1984年から毎年開催されている。第13回（1996年）からは、東京都内と他地域の都市とで交互に開催され、第19回（2002年）と第20回（2003年）、および第39回（2023年）と第40回（2024年）だけは連続して都内で開催されている。2020年は、新型コロナ禍の影響で開催されず、第37回（2021年）と第38回（2022年）は、ビデオ会議で開催された。開催記録を表に示す。
| 回数 | 開催年 | 開催地                                   | 会場                                     | テーマ                                                  |
| ---- | ------ | ---------------------------------------- | ---------------------------------------- | ------------------------------------------------------- |
| 1    | 1984   | 渋谷区                                   | ヒルポートホテル                         | （なし）                                                |
| 2    | 1985   | 渋谷区                                   | ヒルポートホテル                         | （なし）                                                |
| 3    | 1986   | 神戸市                                   | 兵庫県埋蔵文化財調査事務所               | いわゆる畝状竪堀群について                              |
| 4    | 1987   | 渋谷区                                   | ヒルポートホテル                         | 城郭研究の方法論をめぐって                              |
| 5    | 1988   | 石和町                                   | 帝京大学山梨文化財研究所                 | 戦国期城下町と城                                        |
| 6    | 1989   | 渋谷区                                   | 東京高等専門学校                         | 城郭の構成要素を考える : 曲輪・堀・虎口                 |
| 7    | 1990   | 小田原市                                 | MRAアジアセンター                        | 中世城郭から近世城郭へ : その差異と接点                 |
| 8    | 1991   | 奈良市                                   | 奈良大学                                 | 小規模城館                                              |
| 9    | 1992   | 静岡市                                   | 静岡商工会議所                           | 中世城館の保存と活用                                    |
| 10   | 1993   | 豊田市                                   | 高橋コミュニティセンター                 | 城と合戦                                                |
| 11   | 1994   | 小山市                                   | 白鷗大学                                 | 中世の絵画にみえる城郭                                  |
| 12   | 1995   | 更埴市                                   | 長野県立歴史館                           | 村の城を考える                                          |
| 13   | 1996   | 八王子市                                 | 中央大学                                 | 近世城郭の成立について                                  |
| 14   | 1997   | 盛岡市                                   | 盛岡市中央公民館                         | 中世城館の成立について : 古代末期の東北地方を中心として |
| 15   | 1998   | 渋谷区                                   | 國學院大學                               | 「障子堀」について                                      |
| 16   | 1999   | 和田山町                                 | 和田山町文化会館                         | 桝形虎口の再検討                                        |
| 17   | 2000   | 世田谷区                                 | 駒澤大学                                 | 戦国期城郭の石垣                                        |
| 18   | 2001   | 高知市                                   | 高知大学                                 | 本拠における城郭体制                                    |
| 19   | 2002   | 新宿区                                   | 早稲田大学                               | 「惣構」の再検討                                        |
| 20   | 2003   | 世田谷区                                 | 駒澤大学                                 | 城郭遺構論の現状と課題                                  |
| 21   | 2004   | 仙台市                                   | 東北大学                                 | 近世城郭を見直す                                        |
| 22   | 2005   | 新宿区                                   | 早稲田大学                               | 陣城・臨時築城をめぐって                                |
| 23   | 2006   | 京都府                                   | 木津町中央交流会館                       | 城館の分布から何がわかるか                              |
| 24   | 2007   | 千葉市                                   | 千葉大学                                 | 海城                                                    |
| 25   | 2008   | 津市                                     | 三重大学                                 | 中世後期の方形城館と地域                                |
| 26   | 2009   | 渋谷区                                   | 國學院大學                               | 大名系城郭を問う                                        |
| 27   | 2010   | 姫路市                                   | イーグレひめじ                           | 横矢掛りから考える                                      |
| 28   | 2011   | 世田谷区                                 | 駒澤大学                                 | 城郭遺構の認識を問う                                    |
| 29   | 2012   | 上越市                                   | 上越教育大学                             | 山城の実像を問う                                        |
| 30   | 2013   | 世田谷区                                 | 駒澤大学                                 | 縄張・考古・文献 : 城郭研究の明日                       |
| 31   | 2014   | 福岡市                                   | 九州大学                                 | 近世城郭をどう捉えるか                                  |
| 32   | 2015   | 世田谷区                                 | 駒澤大学                                 | 「障子堀」の新展開                                      |
| 33   | 2016   | 岐阜市                                   | ぎふメディアコスモス                     | 連続空堀群再考                                          |
| 34   | 2017   | 世田谷区                                 | 駒澤大学                                 | 幕末の城                                                |
| 35   | 2018   | 豊橋市                                   | 豊橋市公会堂                             | 馬出を考える : 定義と分布                               |
| 36   | 2019   | 世田谷区                                 | 駒澤大学                                 | 真剣討論・城郭研究                                      |
| 37   | 2021   | オンデマンド映像、電子掲示板、ビデオ会議 | オンデマンド映像、電子掲示板、ビデオ会議 | 徳川の城                                                |
| 38   | 2022   | オンデマンド映像、電子掲示板、ビデオ会議 | オンデマンド映像、電子掲示板、ビデオ会議 | 文献史料からみた攻城戦の実態                            |
| 39   | 2023   | 豊島区                                   | 大正大学                                 | 山城の階段状削平地群                                    |
| 40   | 2024   | 世田谷区                                 | 駒澤大学                                 | 城攻めの実像                                            |
| 41   | 2025   | 名古屋市                                 | 中京大学                                 | 戦争からみる城郭と交通路                                |

## 新聞記事掲載
- 村田修三「縄張り把握と発掘、協力へ : 城郭調査の現状」『読売新聞』1985年8月16日、夕刊。「この三、四日、渋谷ヒルポートホテルで開かれた第二回全国城郭研究者セミナーでは、（後略）。」
- 「松平城の堀、新たな発見 : ぐるりと城を囲んでいた : 研究発表後に山城見学」『読売新聞 愛知』1993年8月3日。「徳川家の先祖・松平氏が拠点にした豊田市松平町の「松平城」に、周囲を完全に取り巻く形で「横堀」が存在していたことを二日、現地を見学した「中世城郭研究会」（八巻孝夫幹事）のメンバーによって確認された。（中略）同研究会メンバーは、徳川家の始祖・松平親氏公の没後六百年を記念した同市の「６００年祭」の一環として開かれた「全国城郭研究者セミナー」に参加、二日に松平城をはじめ近くの四つの城址（じょうし）を見学した。」
- 「豊田で城郭研究者セミナー : 全国から250人参加 : 研究発表後に山城見学」『朝日新聞』1993年8月3日、愛知。「中世城郭研究会と豊田市教育委員会が、松平親氏公六〇〇年祭記念事業の一環として、全国各地の城郭研究者約二百五十人を集め、最新の調査研究成果を発表してもらう「全国城郭研究者セミナー」を、先月三十一日から豊田市で開き、最終日の二日、市内の山城を見て回る現地見学会が行われた。」
- 「豊田で城郭研究者セミナー : 全国から250人参加 : 小牧・長久手合戦で家康 "聖域"防備へ改修か : 研究会調査」『朝日新聞』1993年8月6日、21面。「山城を中心とした中世城郭をめぐるシンポジウム「城と合戦――城郭における軍事論の再検討」が一日、村田修三・奈良女子大教授をメーンパネリストに愛知県豊田市で開かれた。第十回全国城郭研究者セミナー（中世城郭研究会など主催）の一環で、全国から二百五十人が集い、学会発足十年の歩みを印象付けた。」
- 「城郭研究者200人集う : 盛岡で全国セミナー : 「中世」テーマに」『岩手日報』1997年8月4日。「城下もりおか四百年記念・第十四回全国城郭研究者セミナー（同実行委、中世城郭研究会、盛岡市教委主催）は盛岡市愛宕町の市中央公民館で開かれている。全国から約二百十人が参加。」